# Arrondissement d'Havelland-de-l'Ouest

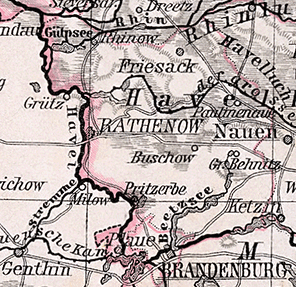
Le territoire de l'arrondissement en 1905

L'arrondissement d'Havelland-de-l'Ouest est créé en 1817 à partir de la division du premier arrondissement d'Havelland. Il existe dans la province prussienne de Brandebourg et dans l'état de Brandebourg de la Zone d'occupation soviétique et de la RDA de 1817 à 1952.
L'arrondissement d'Havelland-de-l'Ouest comprend le 1er janvier 1945 les quatre villes Friesack, Plaue-sur-la-Havel, Pritzerbe et Rhinow ainsi que 77 communes.
La ville de Rathenow est un arrondissement urbain séparé entre 1925 et 1950 et est une enclave dans le territoire de l'arrondissement. Aujourd'hui, l'ancien territoire de l'arrondissement appartient majoritairement à l'arrondissement du Pays de la Havel. Plaue est maintenant un quartier de Brandebourg-sur-la-Havel. La ville de Pritzerbe appartient maintenant à l'arrondissement de Potsdam-Mittelmark.

## Histoire
Dans le cadre de la création des provinces et districts en Prusse, une réforme des arrondissements a lieu dans le district de Potsdam dans la province prussienne de Brandebourg avec effet au 1er avril 1817. L'ancien arrondissement d'Havelland (de) est dissous et le nouveau arrondissement d'Havelland-de-l'Ouest est formé à partir de sa moitié ouest, y compris la ville de Brandebourg-sur-la-Havel. Le bureau de l'arrondissement est dans la ville de Rathenow .
Le 1er avril 1881 la ville de Brandebourg-sur-la-Havel quitte l'arrondissement d'Havelland-de-l'Ouest et forme dès lors son propre arrondissement urbain. Le 1er juin 1925, la ville de Rathenow quitte également l'arrondissement pour former son propre arrondissement urbain. Le 1er avril 1929, la commune de Klein Kreutz (Weinberge) de la ville de Brandebourg-sur-la-Havel est intégrée à la commune de Klein Kreutz dans l'arrondissement d'Havelland-de-l'Ouest, et les communes de Dom Brandenburg et Neuendorf de l'arrondissement d'Havelland-de-l'Ouest devient une partie de la ville de Brandebourg-sur-la-Havel.
Le 30 septembre 1929, une réforme territoriale a lieu dans l'arrondissement d'Havelland-de-l'Ouest, conformément à l'évolution du reste de l'État libre de Prusse, au cours de laquelle tous les districts de domaine sont dissous et attribués à des communes voisines. Au printemps 1945, le territoire de l'arrondissement est occupé par l'Armée rouge.

### RDA
Avec l'entrée en vigueur de la loi sur la modification pour l'amélioration des frontières des arrondissements et des communes du 28 avril 1950, la ville de Rathenow est réintégrée dans l'arrondissement d'Havelland-de-l'Ouest. Le 1er juillet 1950, les communes de Klein Kreutz et de Mötzow de l'arrondissement d'Havelland-de-l'Ouest sont incorporées dans l'arorndissement urbain de Brandebourg et la commune de Lietzow est transférée dans l'arrondissement d'Havelland-de-l'Est (de) . Le 13 juillet 1950, les communes de Göttlin, Grütz, Kirchmöser et Neue Schleuse de l'arrondissement de Genthin (de) sont transférées dans l'arrondissement d'Havelland-de-l'Ouest.
En 1952, l'arrondissement d'Havelland-de-l'Ouest est divisé en arrondissements de Brandebourg-Campagne (de), Rathenow (de) et Nauen (de) ; à la même époque, la ville de Plaue est intégrée à l'arrondissement de Brandenbourg-sur-la-Havel.

## Évolution de la démographie
| Année | Habitants | Source |
| ----- | --------- | ------ |
| 1816  | 37 719    | [ 2 ]  |
| 1846  | 55 298    | [ 3 ]  |
| 1871  | 73 994    | [ 4 ]  |
|       |           |        |
| 1890  | 59 067    | [ 5 ]  |
| 1900  | 63 640    | [ 5 ]  |
| 1910  | 66 132    | [ 5 ]  |
|       |           |        |
| 1925  | 45 383    | [ 5 ]  |
| 1933  | 42 466    | [ 5 ]  |
| 1939  | 46 025    | [ 5 ]  |
| 1946  | 64 717    | [ 6 ]  |

## Constitution communale
L'arrondissement d'Havelland-de-l'Ouest est divisé en villes, en communes et - jusqu'à leur dissolution presque complète en 1929 - en districts de domaine indépendants. Avec l'introduction de la loi constitutionnelle prussienne sur les communes du 15 décembre 1933 et le code communal allemand du 30 janvier 1935, le principe du leader est imposé au niveau communal. Une nouvelle constitution de l'arrondissement n'est plus créée; les règlements d'arrondissement pour les provinces de Prusse-Orientale et Occidentale, de Brandebourg, de Poméranie, de Silésie et de Saxe du 19 mars 1881 est toujours en vigueur.

## Administrateurs de l'arrondissement
- 1817–1841 Ferdinand von der Hagen
- 1841–1849 Hasso von Bredow
- 1849–1862 Ewald Friedrich Georg Wilhelm Julius von Hertzberg
- 1862–1877 Ludwig von Bredow (de)
- 1877–1889 Waldemar von der Hagen (de)
- 1889–1900 Friedrich Wilhelm von Loebell
- 1900–1909 Walther von Miquel
- 1910–1934 Claus von Bredow
- 1934–1935 Wilhelm Borchers
- 1935–1945 Karl Eckert
- 1947–1952 Erich Weidlich (de)

## Villes et communes

### Situation en 1945
En 1945, l'arrondissement d'Havelland-de-l'Ouest comprend les villes et communes suivantes :
| - Bagow - Bamme - Barnewitz - Berge - Bergerdamm - Brädikow - Brielow - Briest - Buckow - Buschow - Butzow - Damme - Döberitz - Ferchesar - Fohrde - Friesack, ville - Garlitz - Gohlitz - Görne - Gortz - Gräningen | - Groß Behnitz - Gülpe - Gutenpaaren - Haage - Hohenferchesar - Hohennauen - Ketzür - Kietz bei Rhinow - Klein Behnitz - Klein Kreutz - Kleßen - Kotzen - Kriele - Landin - Liepe - Lietzow - Lünow - Marzahne - Mögelin - Möthlow - Mötzow | - Mützlitz - Nennhausen - Neu Friedrichsdorf - Neuwerder - Niebede - Parey - Paulinenaue - Päwesin - Pessin - Plaue-sur-la-Havel, ville - Premnitz - Prietzen - Pritzerbe, ville - Radewege - Retzow - Rhinow, ville - Ribbeck - Riewend - Roskow - Saaringen - Schwanebeck | - Semlin - Senzke - Spaatz - Stechow - Stölln - Strodehne - Tieckow - Tremmen - Vietznitz - Wachow - Wagenitz - Warsow - Wassersuppe - Weseram - Witzke - Wolsier - Zachow - Zootzen |

### Communes dissoutes ou séparées avant 1945
- Brandebourg-sur-la-Havel, depuis le 1er avril 1881 arrondissement urbain propre
- Cathédrale de Brandebourg, rattaché à Brandebourg-sur-la-Havel le 1er janvier 1929
- Neuendorf, rattaché à Brandebourg-sur-la-Havel e 1er janvier 1929
- Rathenow, du 1er juin 1925 au 30 juin 1950 arrondissement urbain propre
- Selbelang, rattaché à Retzow le 1er janvier 1929, redevenu autonome après 1945

## Personnalités liées à l'arrondissement
- Hans Tappenbeck (1861-1889), explorateur né à Wolsier.